# Iglesia de San Jaime y Santa Ana (Benidorm)
La iglesia de San Jaime y Santa Ana es un templo de culto católico de la ciudad de Benidorm, provincia de Alicante, Comunidad Valenciana, España.
Se encuentra en el antiguo pueblo de Benidorm, en lo alto del cerro Canfali, que es la parte más alta de la ciudad actual. Fue construida entre 1740 y 1780 a raíz del encuentro casual de la estatua de la Virgen del Sufragio, hoy patrona de Benidorm. La torre fue erigida entre 1807 y 1812. Fue reformada en 1912 y restaurada en 1990.
No del todo exento, el edificio da a tres plazas, dos de ellas limitando con el mar, la del Castellet y la de la Señoría; y una tercera, la plaza de San Jaime, más de tierra a dentro, en donde se encuentra la portada principal de la iglesia.

## Descripción
Se trata de un templo de planta en cruz latina, con nave central y capillas laterales. En el crucero, sobresale una cúpula de media naranja, sin tambor, que apoya directamente sobre pechinas decoradas con las figuras de los cuatro evangelistas. En el lado del evangelio, a los pies del templo, está la capilla de la Virgen del Sufragio.
En el coro destaca un gran órgano de tubos construido en 2012 por la casa Acítores, y que fue inaugurado durante las Fiestas Patronales de ese año 2012.
El aspecto exterior es muy sencillo. Estructura de la fachada principal en estilo Neoclásico. Frontón curvo sobre la puerta, encima de este un óculo y todo ello rematado con gran frontón triangular, libre de adornos, y sostenido por sendas pilastras corintias. Torre campanario de dos cuerpos a la derecha de la portada. Paredes en blanco, cornisas y molduras en ocre. El exterior de las cúpulas del crucero y de la capilla de la Virgen del Sufragio, se cubre con teja esmaltada en azul.
En esta iglesia se celebran las festividades religiosas más importantes de Benidorm, como son las Festes Majors Patronals, la Semana Santa o la Festividad de San Jaime y Santa Ana, titulares de la parroquia.

## Galería de imágenes

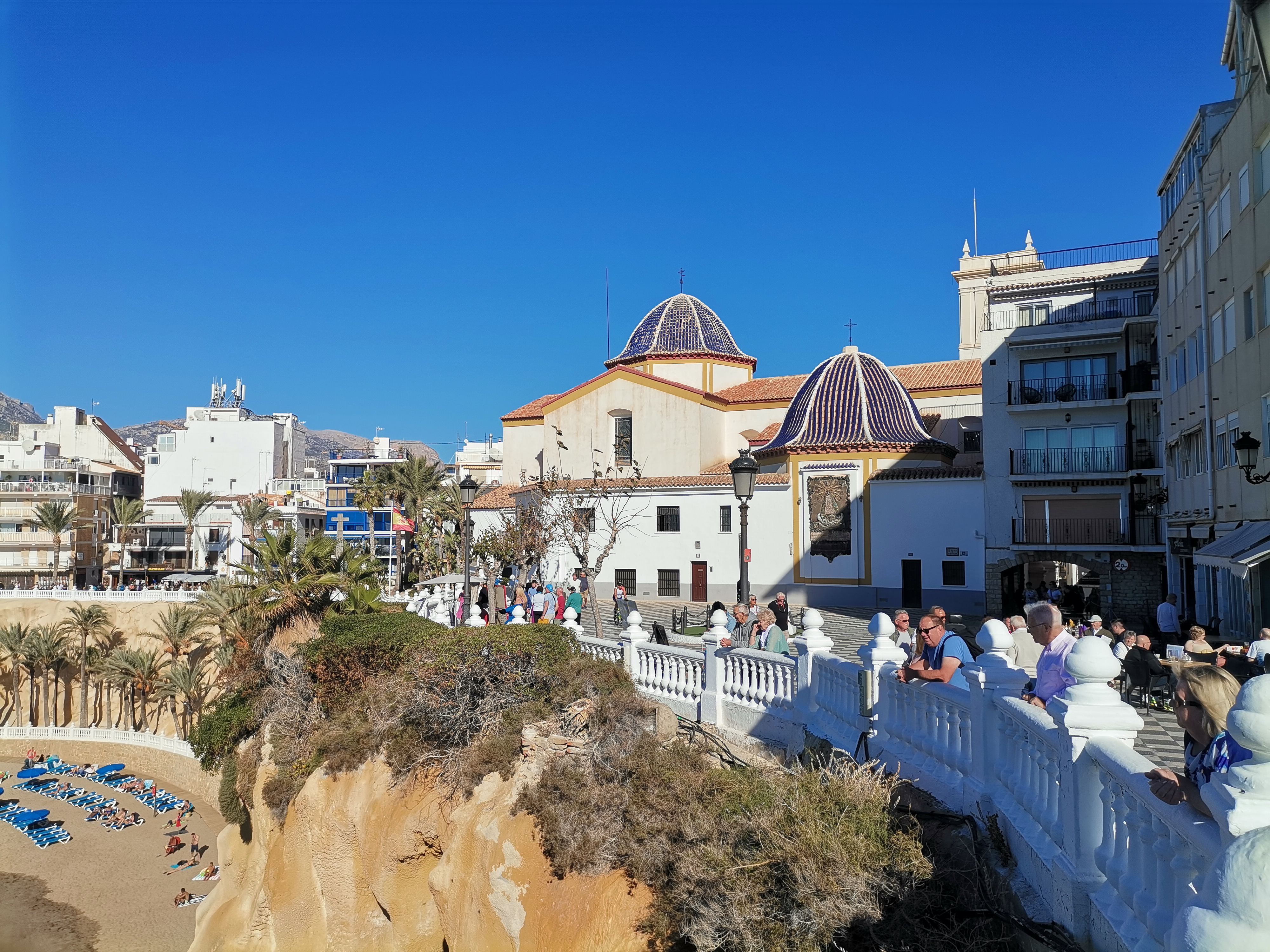
La iglesia de San Jaume y Santa Ana, al fondo.
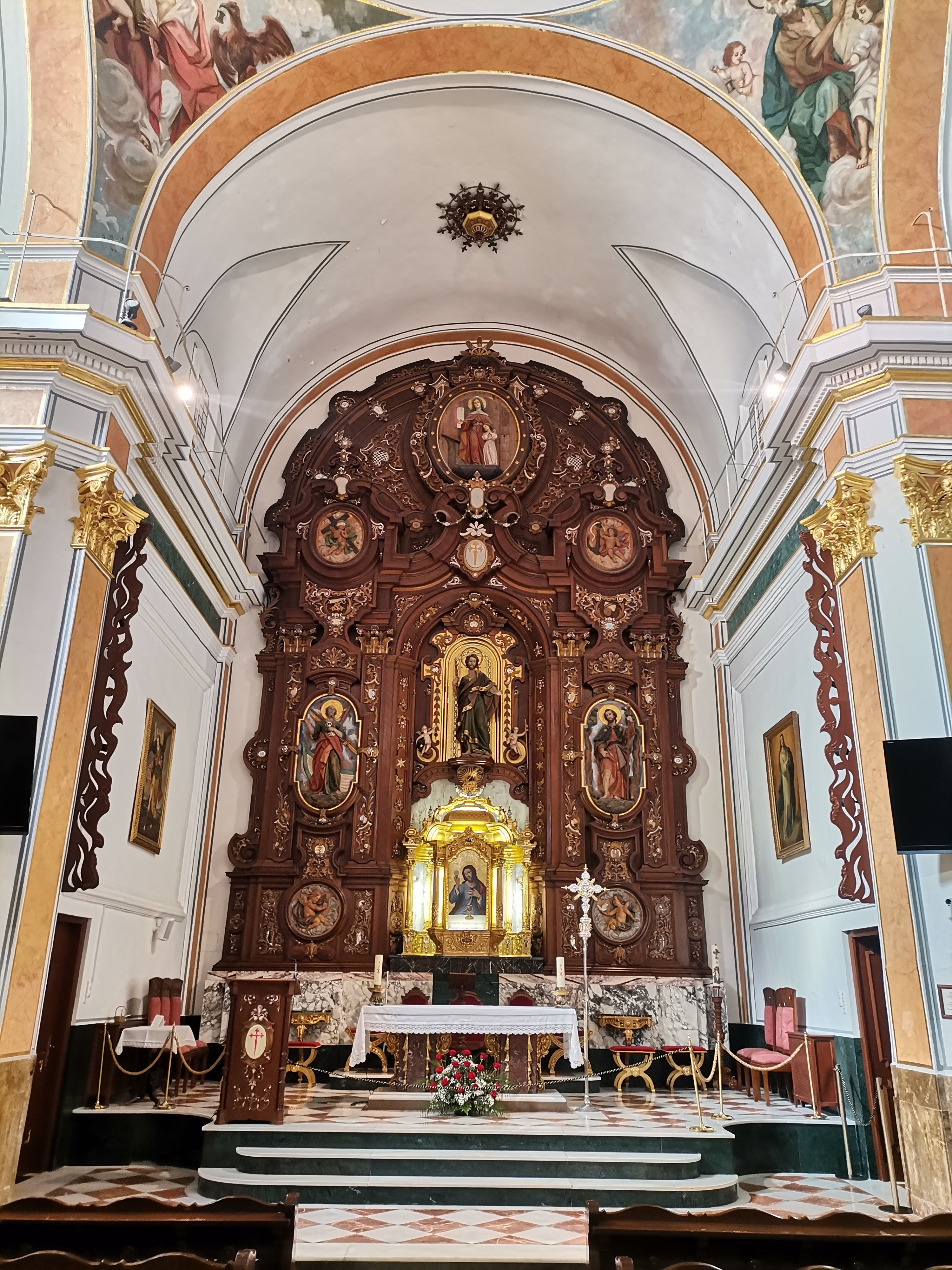
Altar mayor del templo parroquial de San Jaime y Santa Ana.
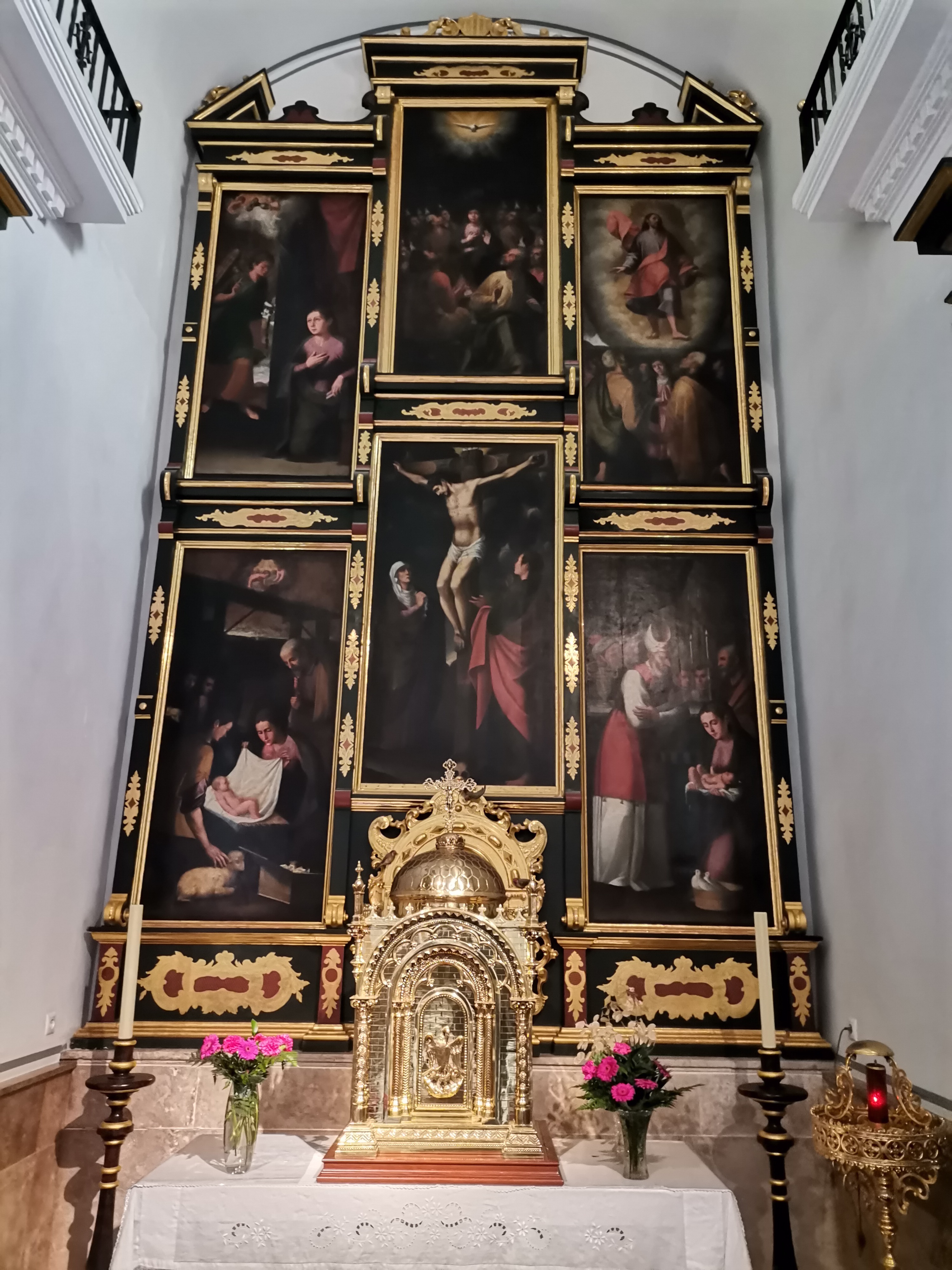
Retablo de la capilla del Sagrario en la Parroquia de San Jaime y Santa Ana de Benidorm.
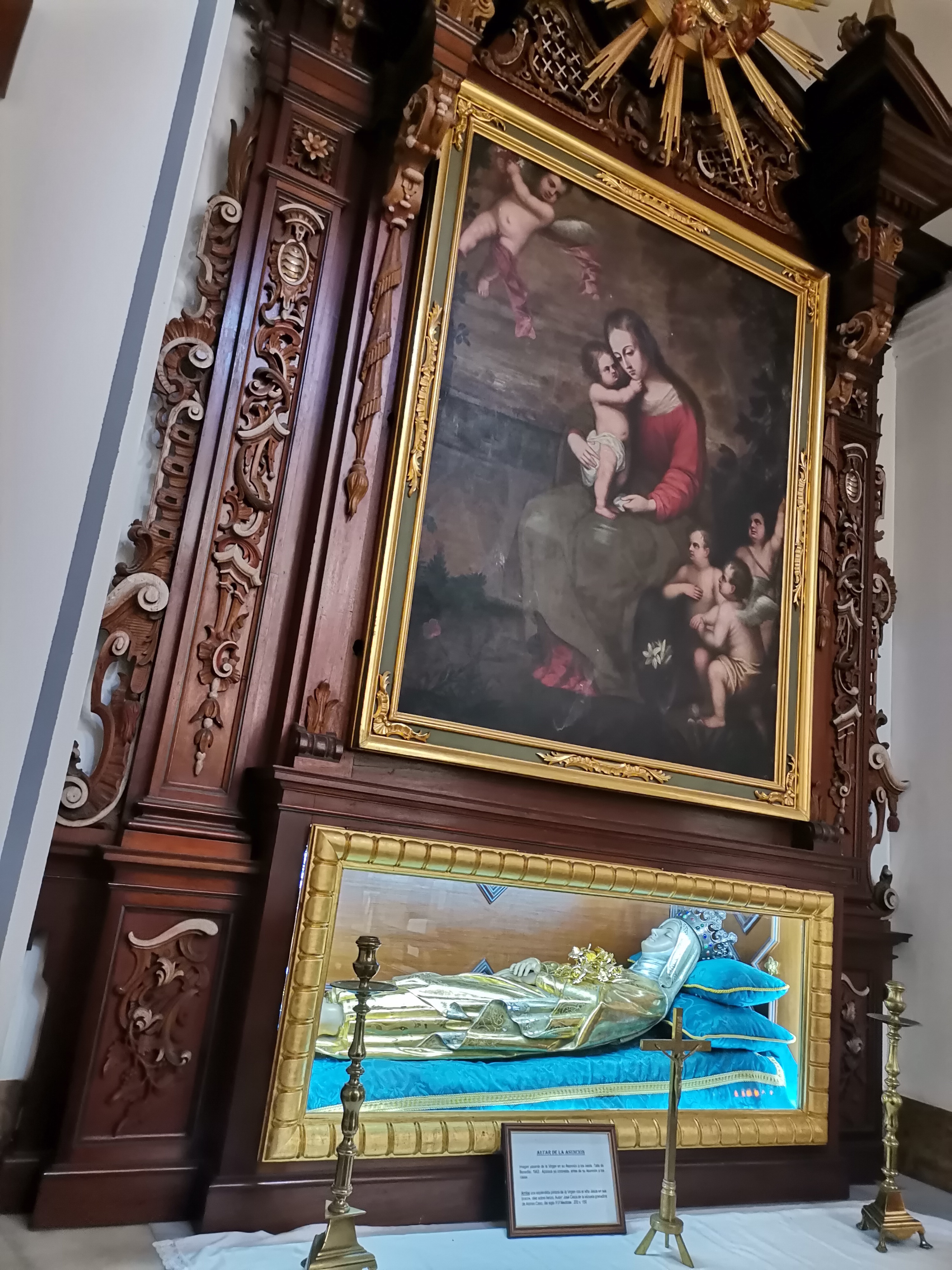
Altar de la Asunción.
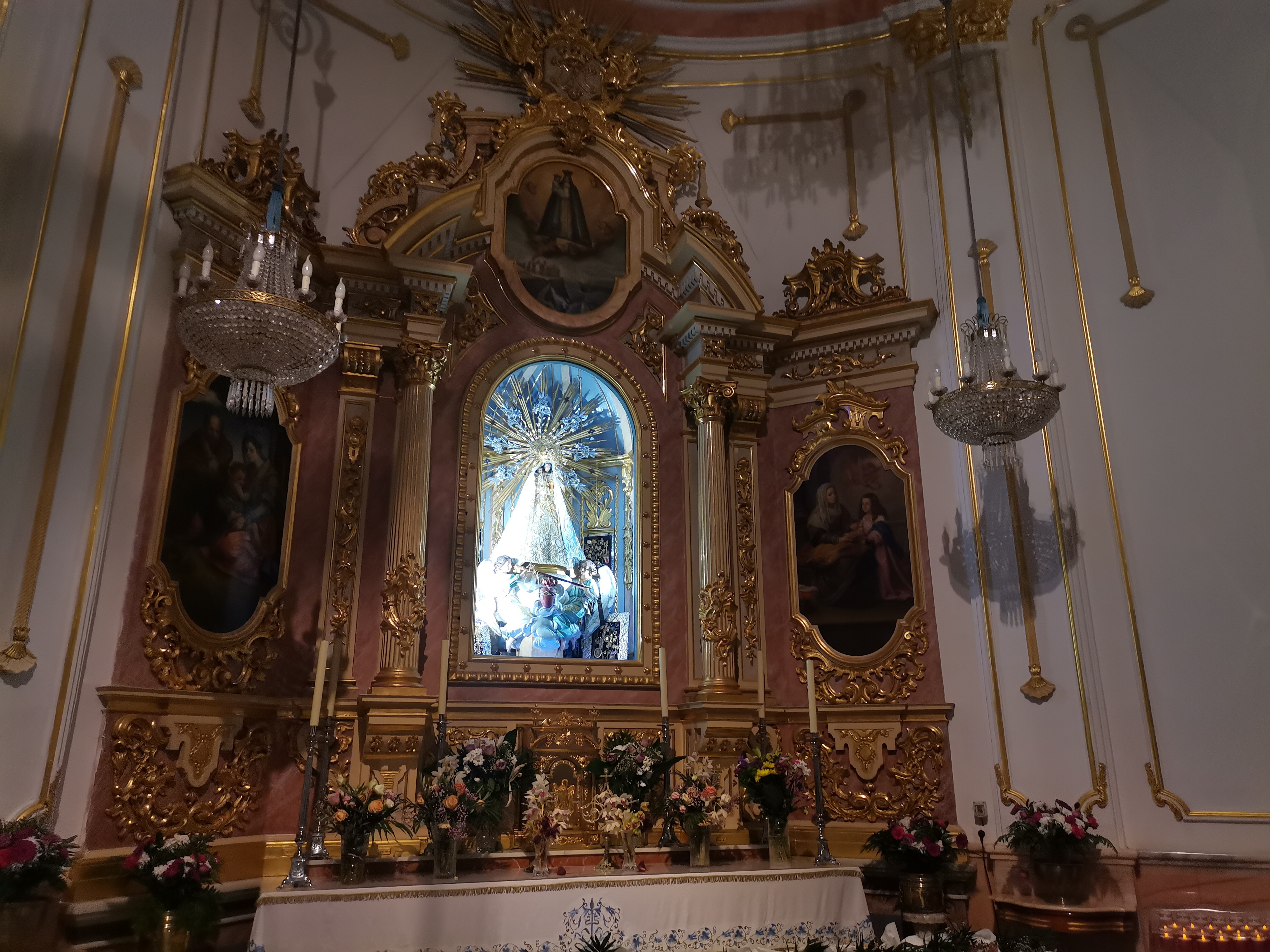
Altar de la Virgen del Sufragio.
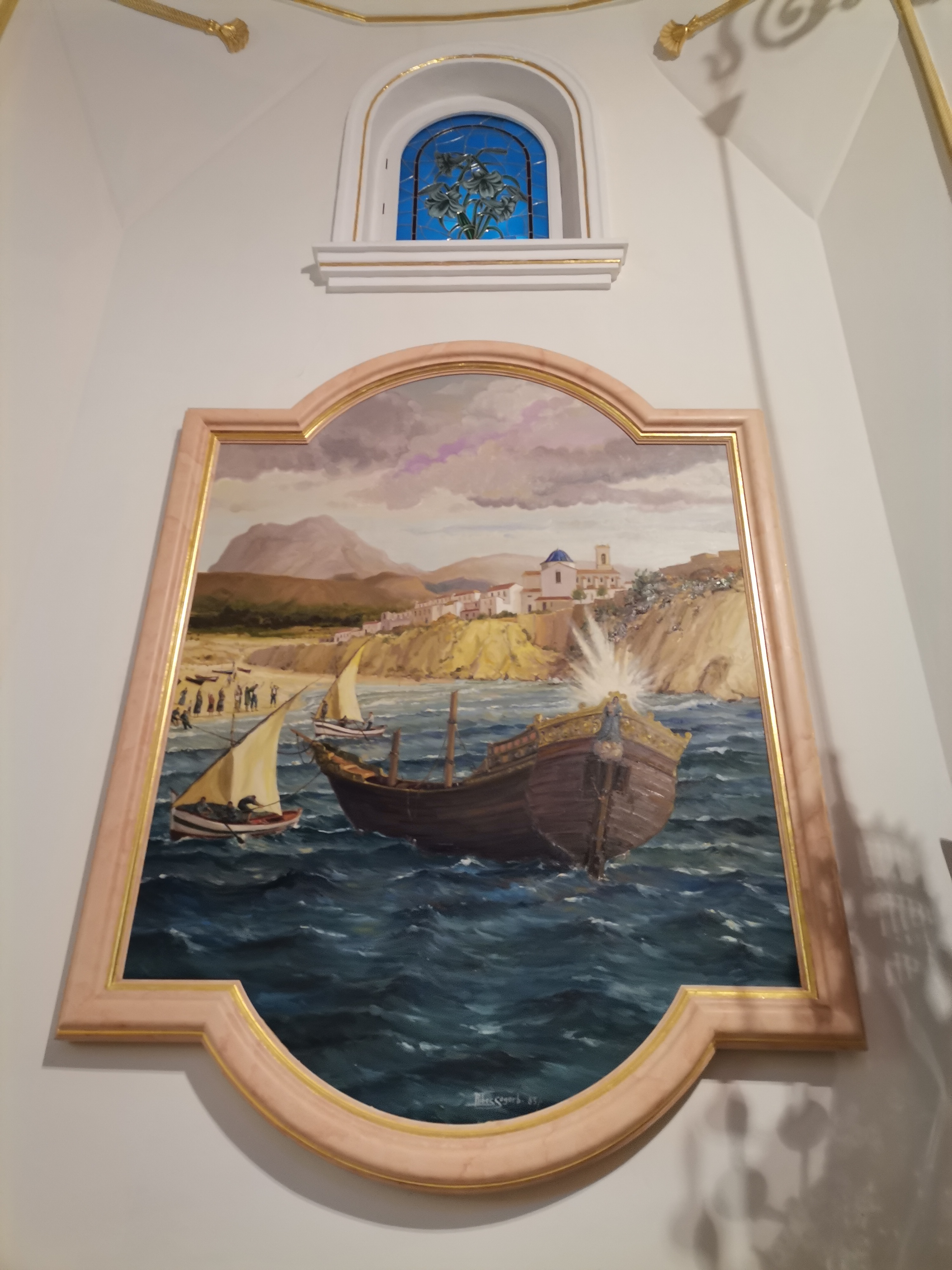
Historia alusiva a la Virgen del Sufragio, en la capilla homónima.
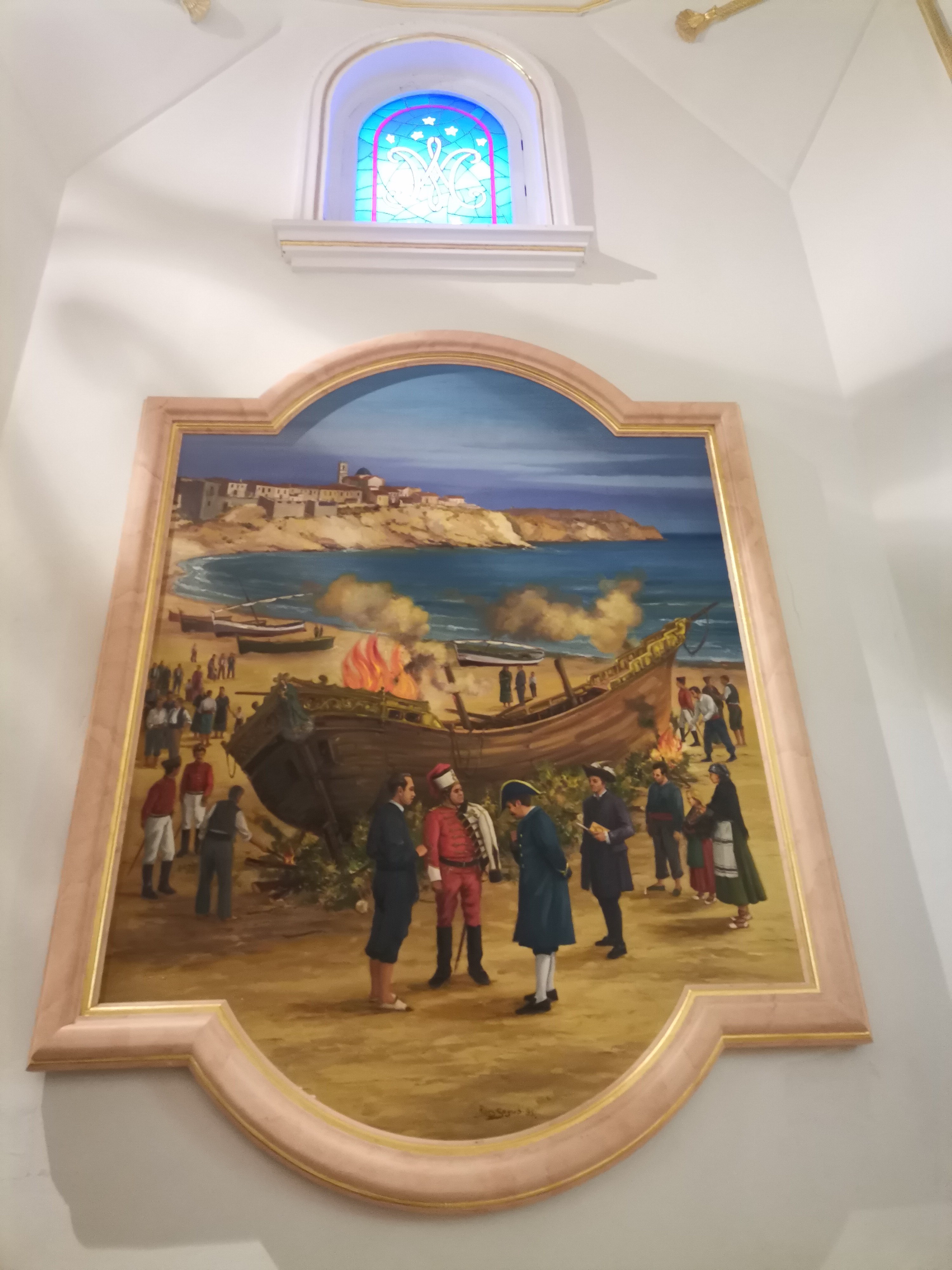
Escena mural sobre la aparición de la Virgen del Sufragio.
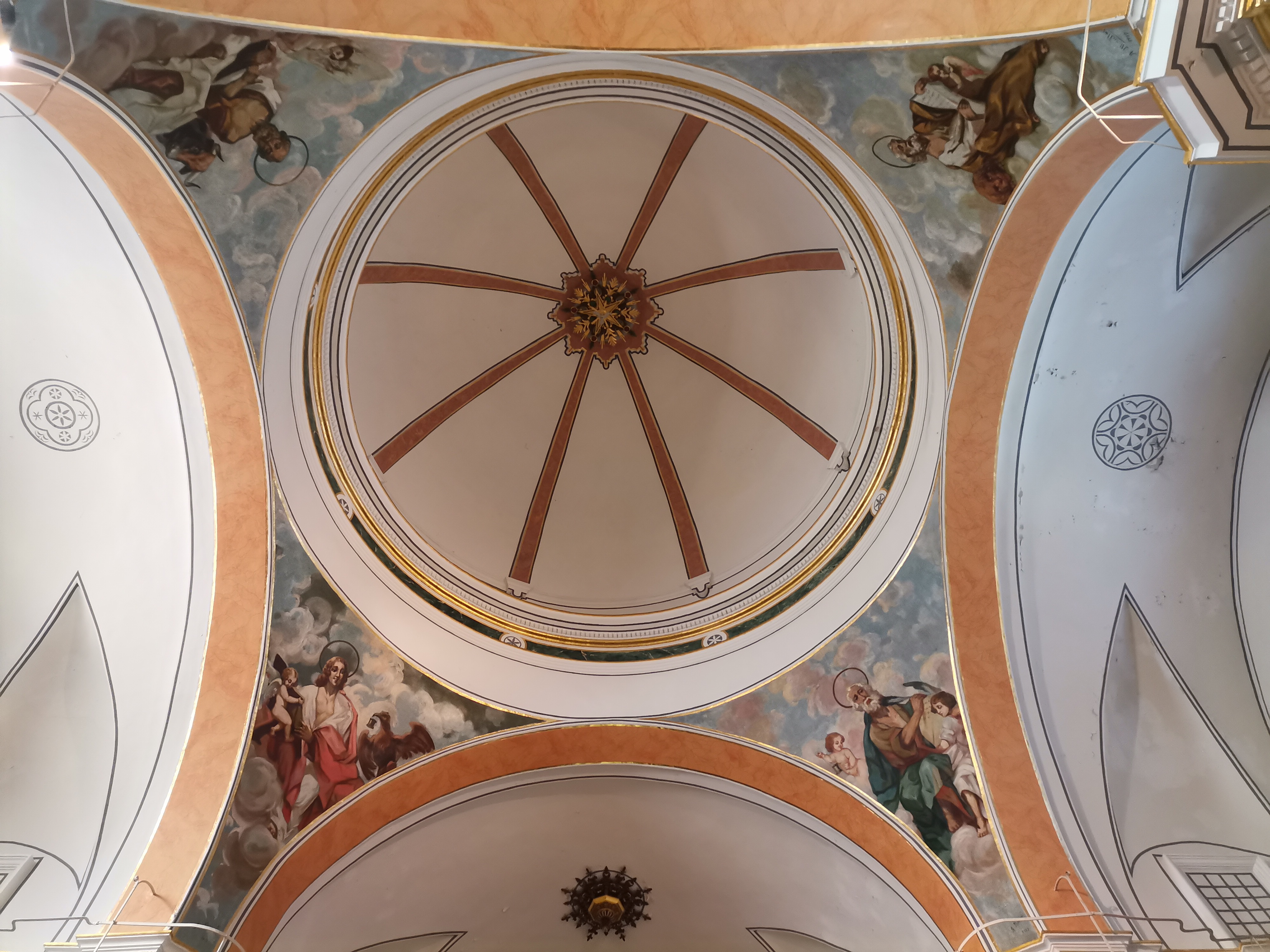
Vista del interior de la cúpula.
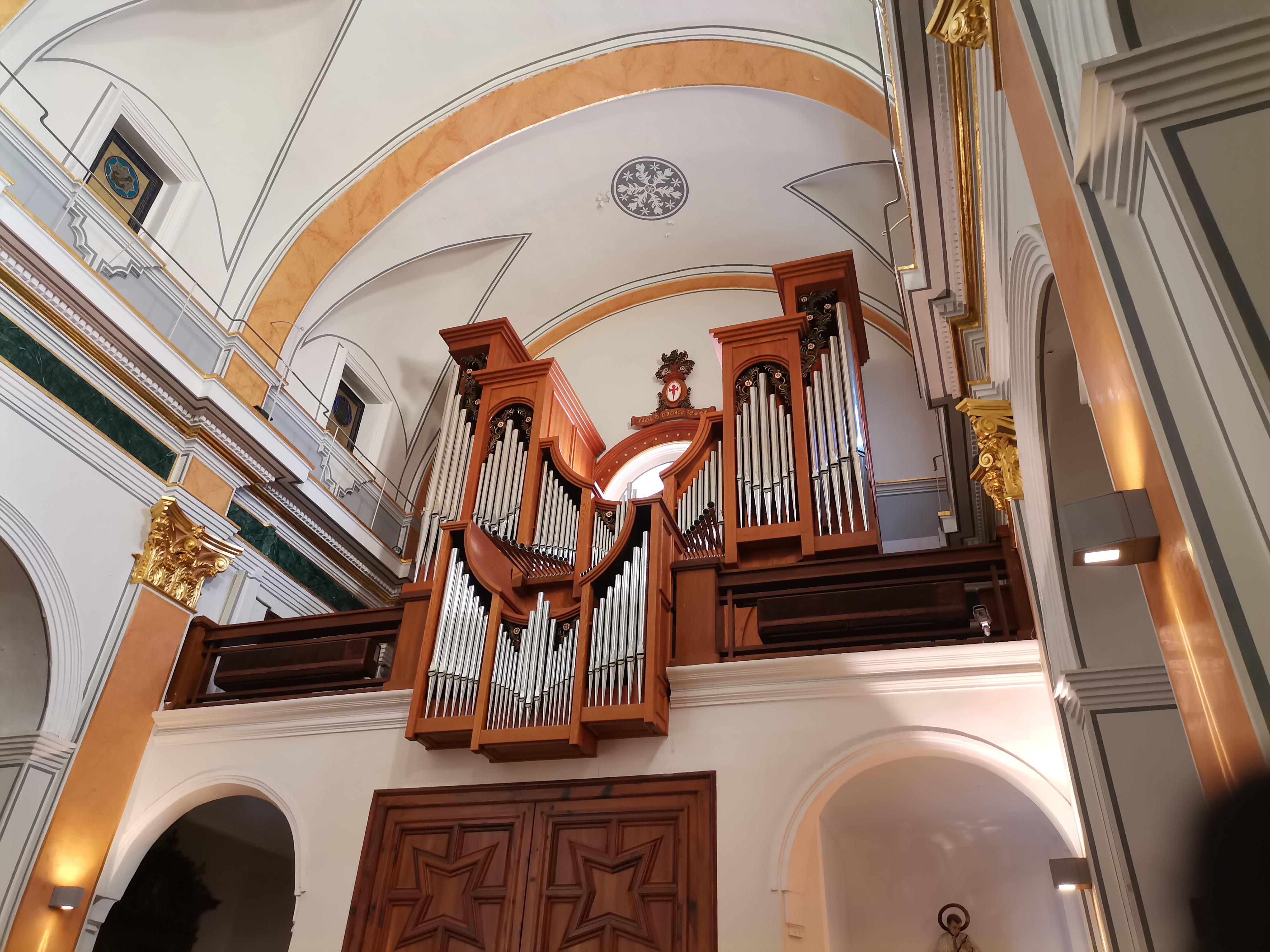
Órgano del coro, a los pies de la iglesia.
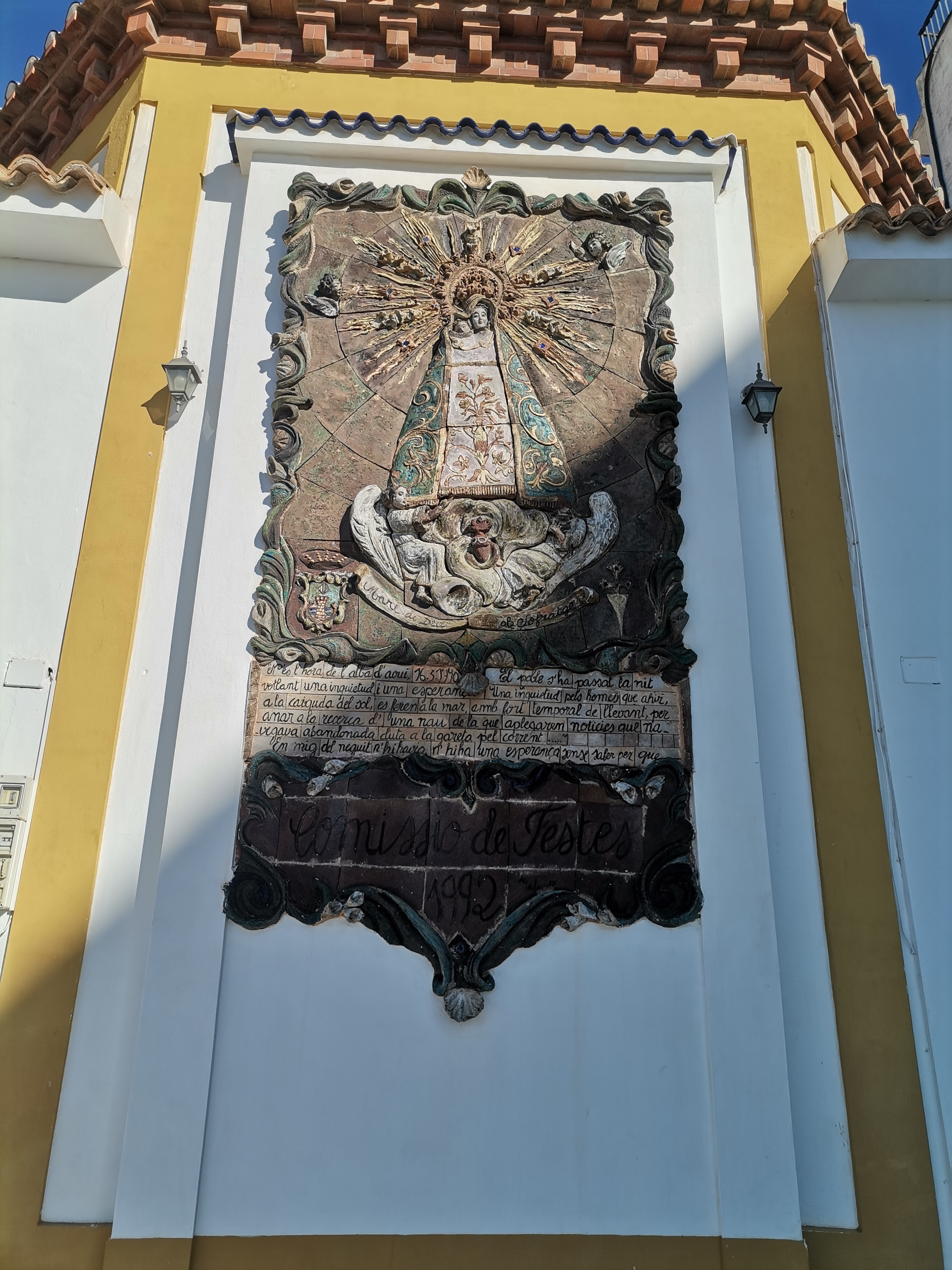
Bajo relieve año 1992 de Nuestra Señora del Sufragio en el exterior del ábside.
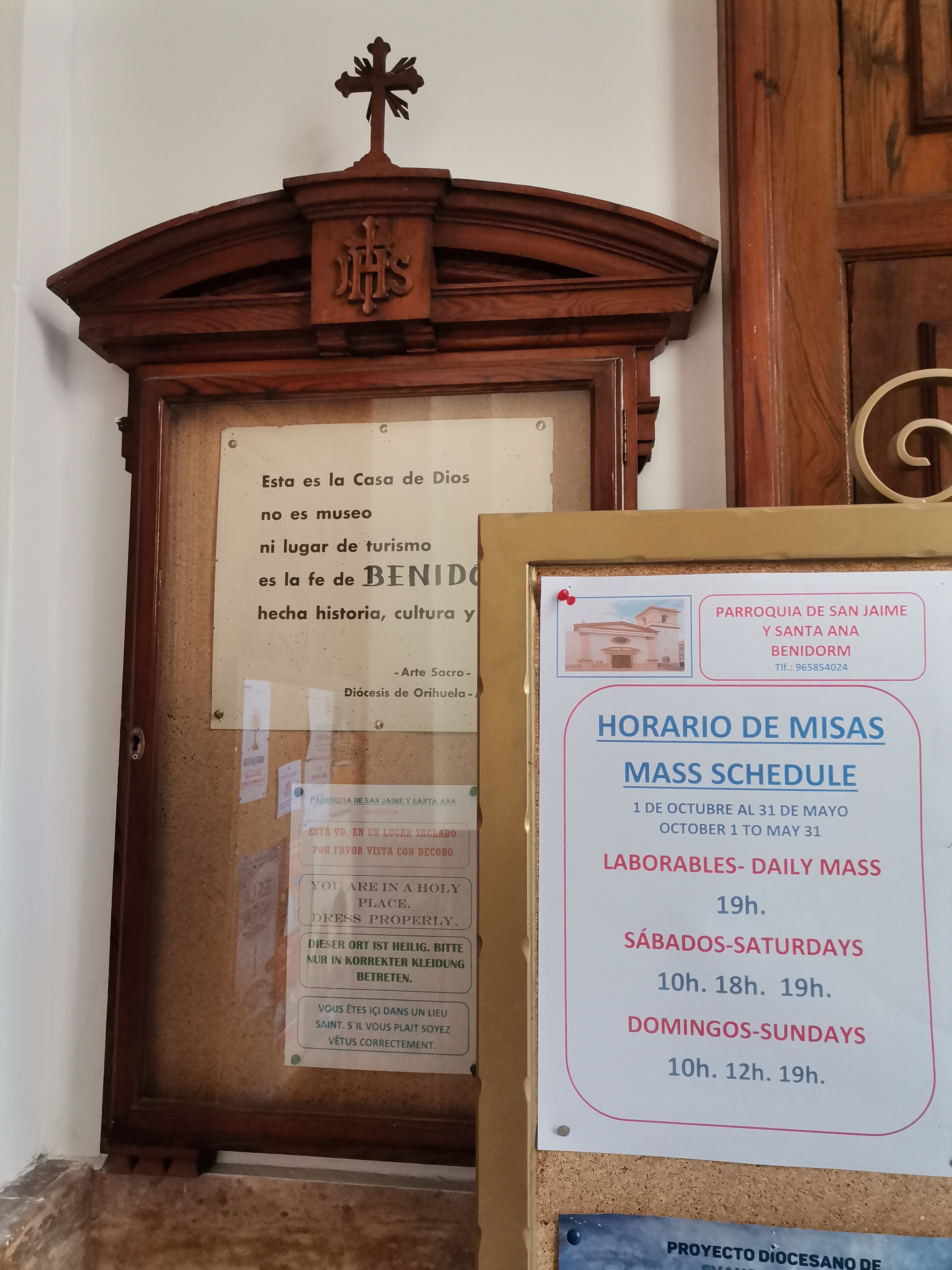
Parroquia de San Jaime y Santa Ana.